# Bergliot Ibsen
Bergliot Ibsen (Christiania, 16 juni 1869 – Bolzano, 2 februari 1953) was een Noors zangeres. Ze was mezzosopraan.
Bergliot Bjørnson (soms gespeld Bergljot Bjørnson) werd als vierde kind geboren binnen het gezin van schrijver Bjørnstjerne Bjørnson en Karoline Johanne Elisabeth Reimers. Ze huwde op 11 oktober 1892 schrijver en jurist Sigurd Ibsen, zoon van Henrik Ibsen en van 1903 tot 1905 de laatste Noorse premier onder Zweeds bestuur. Hun zoon is filmregisseur Tancred Ibsen.
Bergliot Ibsen groeide op in Italië, Aulestad (boerderij van de familie, 1875-1882) en Parijs (1882-1887). Daar kreeg ze dan ook haar zanglessen van Mathilde Marchesi en Désirée Artôt. Haar zangdebuut vond ook plaats in Parijs, waar ze in 1888 liederen zong van Halfdan Kjerulf en Edvard Grieg. Ze ondernam regelmatig concertreizen binnen Noorwegen en naar Denemarken, maar ook in Duitsland en Oostenrijk-Hongarije. Ze trad in Scandinavië ook regelmatig op met haar vader. Na 1900 deed ze het rustiger aan en trad ze veelal op voor charitatieve doeleinden. 
In 1912 ontving ze de Kongens Fortjenstmedalje.
In de jaren 1942 tot en met 1945 verbleef ze in Zuid-Tirol (toen al Italië) om te werken aan de biografie De tre (De drie) over met name Henrik Ibsen, Suzannah Ibsen (vrouw van Henrik) en Sigurd Ibsen en de onderlinge relaties. Het boek verscheen in 1948.  
Ze overleed in Bolzano, maar ligt begraven op Vår Frelsers gravlund in Oslo. 
Enkele concerten:
- 6 februari 1889: succesvol concert in Parijs, dat de krant in Stavanger wist te bereiken
- 8 april 1897: in Oslo met vader en pianiste Klara Kloumann; ze zong liederen van Kjerulf en Rikard Nordraak met teksten van haar vader
- 20 oktober 1898: in Oslo met Martin Knutzen met liederen van Peter Heise, Kjerulf
- 3 april 1899: in Rome met Edvard Grieg
- 24 februari 1900: in Oslo met Martin Knutzen en Agathe Backer-Grøndahl
- maart 1900: concerten in Stockholm, Kopenhagen en Sint Petersburg en 27 maart een concert met Johan Backer Lunde
- 7 december 1901: Rode Kruis-concert in het Nationaltheatret, samen met Erika Nissen, Johanne Dybwad, Birgithe Soot en het Studentenkoor uit Oslo onder leiding van Olaus Andreas Grøndahl; alles onder leiding van Johan Halvorsen, dirigent van het orkest van het theater.
- 1905: concerten met Fridtjof Backer-Grøndahl
- januari 1915, een kerkconcert voor zieken en ouderen
- 1 april 1916: concertzaal Brødrene Hals met Sigurd Hoff en Gunda Holt, ze zong liederen van Robert Schumann
- 21 maart 1917: in Berlijn in de zaal van de Berliner Philharmoniker met liederen van Grieg en Jean Sibelius

- Bibsys: 90185848
- Gemeinsame Normdatei: 1057579726
- International Standard Name Identifier: 0000 0003 5611 8828
- Library of Congress Control Number: nb2011023249
- Nederlandse Thesaurus van Auteursnamen: 070860033
- Système universitaire de documentation: 165914149
- Virtual International Authority File: 178809764
- WorldCat: E39PBJkMHhmHfKMMHmPB7FcMfq